# Twilight of the Idols (In Conspiracy with Satan)
Twilight of the Idols (In Conspiracy with Satan) är det sjätte studioalbumet av norska black metal bandet Gorgoroth. Albumet släpptes 2003 av skivbolaget Nuclear Blast. Albumet återutgavs 2006 av Back on Black Records.

## Låtlista
1. "Procreating Satan" – 3:42
2. "Proclaiming Mercy - Damaging Instinct of Man" – 2:56
3. "Exit - Through Carved Stones" – 5:45
4. "Teeth Grinding" – 4:34
5. "Forces of Satan Storms" – 4:34
6. "Blod og minne" – 3:26
7. "Of Ice and Movement..." – 6:41
8. "Domine in Virtute tua Laetabitur Rex" – 0:50

- Text och musik: Infernus (spår 8), King ov Hell (spår 2–6), Kvitrafn (spår 1,7)

## Medverkande
Musiker (Gorgoroth-medlemmar)
- Infernus (Roger Tiegs) – gitarr
- Gaahl (Kristian Eivind Espedal) – sång
- King ov Hell (Tom Cato Visnes) – basgitarr
- Kvitrafn (Einar Selvik) – trummor

Produktion
- Gorgoroth – producent, ljudmix
- Herbrand Larsen – ljudtekniker
- Brynjulf – ljudtekniker
- May Husby – omslagsdesign, omslagskonst
- Peter Beste – foto